# مدوسا (نیویورک)
مدوسا (به انگلیسی: Medusa) یک منطقهٔ مسکونی در ایالات متحده آمریکا است که در شهرستان آلبانی، نیویورک واقع شده‌است. مدوسا ۳۷۶ نفر جمعیت دارد و ۲۴۵ متر بالاتر از سطح دریا واقع شده‌است.